# Salix arizonica
Salix arizonica — вид квіткових рослин із родини вербових (Salicaceae).

## Морфологічна характеристика
Рослини 3–26 дм заввишки. Гілки червоно-коричневі або жовто-коричневі, не чи слабо сизі, голі чи волосисті у вузлах; гілочки жовто-зелені, червоно-бурі чи буруваті, волосисті. Листки ніжки 2–7.5 мм; найбільша листкова пластина еліптична чи широко-еліптична, 20–50 × 10–31 мм, краї плоскі, зубчасті чи цілісні, верхівка гостра, опукла чи загострена, абаксіальна (низ) поверхня не сіра, ворсиста чи гола, абаксіально злегка блискуча, ворсиста чи гола; молода пластинка зелена, гола або волосиста біля осі, волоски білі. Сережки квітнуть, коли з'являється листя; тичинкова 7–17 × 6–10 мм; маточкова 12–38 × 6–12 мм. Коробочка 3.2–4.5 мм. 2n = 38.

## Середовище проживання
США (Аризона, Колорадо, Нью-Мексико, Юта). Населяє субальпійські осокові луки, уздовж струмків, вологі водостоки, сієнеги; 2600–3400 метрів.